# Молнер, Маккензи
Маккензи Молнер (англ. Mackenzie Molner; род. 1 августа 1988, Монтклэр, Нью-Джерси) — американский шахматист и шахматный тренер, гроссмейстер (2013).

## Биография
Научился играть в шахматы в семилетнем возрасте во время отдыха в летнем лагере. Через два года выиграл чемпионат штата среди младших школьников. По рекомендации тренера мальчик освоил остро атакующий стиль, позволявший ему неоднократно возглавлять национальные рейтинги в своих возрастных категориях. В 2004 году выиграл Денкеровский турнир школьных чемпионов, в 2007 году представлял США на чемпионате мира среди юниоров в Ереване. Стал чемпионом штата Нью-Джерси среди взрослых в 2008 году.
В 2010 году на турнире North American Masters в Скоки (Иллинойс) одновременно выполнил в последний раз норму международного мастера и в первый — гроссмейстера. В июне 2013 года на международном турнире в Нью-Йорке выполнил третью, последнюю гроссмейстерскую норму, после чего в августе разделил 1-е место на Открытом чемпионате США (вместе с Д. Фриделем и Х. Сандоррой) и получил уайлд-кард в основной турнир национального первенства следующего года. В 2017 и 2018 годах ещё дважды выигрывал чемпионат штата Нью-Джерси.
Окончил отделение романских языков Нью-Йоркского университета со специализацией по испанскому языку в 2011 году. Помимо выступлений, занимается тренерской работой. Среди прочих, тренировал юниорскую сборную США и одного из участников мирового юношеского первенства.

## Изменения рейтинга
| Графики недоступны из-за технических проблем. См. информацию на Фабрикаторе и на mediawiki.org. |